# 로글란

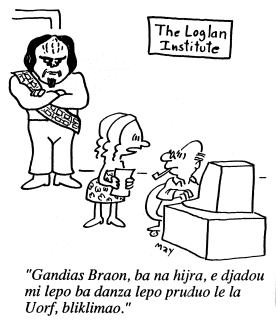

로글란(Loglan)은 원래 언어 연구를 위해 설계된, 특히 사피어-워프 가설을 탐구하기 위해 사용되는 인공어이다. 이 언어는 1955년 제임스 쿡 브라운 박사에 의해 개발이 시작되었으며 언어를 자연어와 다르게 만듦으로써 만일 가설이 맞다면 이를 배우는 사람들이 다른 방식으로 생각하도록 하는 것이 목표이다. 1960년에 사이언티픽 아메리칸은 이 언어를 소개하는 기사를 출판하였다.

## 같이 보기
- 인공어
- 로지반